# Nekrolog 1823
Nekrolog
◄◄
| ◄
| 1819
| 1820
| 1821
| 1822
| 1823 | 1824 | 1825 | 1826 | 1827 | ► | ►►
Weitere Ereignisse | Allgemeiner Nekrolog 1823
Die Beschreibung der verstorbenen Person sollte so kurz wie möglich gehalten sein und nur deren signifikante Tätigkeit(en) enthalten.
Neue Namen ggf. auch unter dem Geburts- und Sterbedatum, also etwa unter 1. Januar und im Geburts- und Sterbejahr (2024) eintragen (nur bei entsprechender großer Wichtigkeit). Für Beispiele siehe die schon vorhandenen Artikel.
Außerdem über die fünf zuletzt Verstorbenen, zu denen es einen ausreichend guten Artikel für eine Präsentation auf der Hauptseite gibt, nach der todesbedingten Überarbeitung der Artikel ggf. auch unter Wikipedia Diskussion:Hauptseite informieren und sie am besten auch in den anderen Wikipedia-Sprachversionen eintragen. Tipp: Regelmäßig bei news.google.de nach „ist tot“, „gestorben“ oder „verstorben“ suchen.
Wenn eine Person gestorben ist, gibt es viele Seiten zu dieser Person in der Wikipedia, die davon auch betroffen sind und entsprechend aktualisiert werden müssen. Beispiele: Namenübersichtsseite, Geburtsjahr, Geburtsort-Seiten und viele mehr.
Wie finde ich die betroffenen Seiten?
Im Suchfeld auf der linken Seite gibt man den Suchbegriff so ein: „Vorname Nachname“. Dann klickt man auf Volltext und alle Seiten mit entsprechendem Suchtext werden aufgerufen. Hier sieht man dann schnell, wo auch das Todesjahr Sinn macht oder sogar ein Teil des Artikels angepasst werden muss. Auch hilft das „Werkzeug“ auf der linken Seite sehr gut, um solche Seiten aufzufinden: „Links auf diese Seite“. Somit ist die Wikipedia wieder aktuell in allen Bereichen! Hinweis: bei Eintragung der Kategorie „Gestorben JAHR“ wird der Missbrauchsfilter 49 ausgelöst, was jedoch nicht schlimm ist. Siehe: Spezial:Missbrauchsfilter/49
Dies ist eine Liste von im Jahr 1823 verstorbenen bekannten Persönlichkeiten. Die Einträge erfolgen innerhalb der einzelnen Daten alphabetisch sortiert. Tiere sind im Nekrolog für Tiere zu finden.

## Januar
| Tag        | Name                                   | Beruf, bekannt als                                                                | Alter | Beleg |
| ---------- | -------------------------------------- | --------------------------------------------------------------------------------- | ----- | ----- |
| 1. Januar  | Franz Peter Anton Mooser               | österreichischer Orgelbauer                                                       | 49    |       |
| 2. Januar  | Abraham Girardet                       | Schweizer Kupferstecher                                                           | 58    |       |
| 3. Januar  | Johann Baptist Allgaier                | österreichischer Schachspieler                                                    | 59    |       |
| 3. Januar  | Johann Bernhard Jacob Behrends         | deutscher Mediziner                                                               | 53    |       |
| 4. Januar  | Joseph Keller                          | deutscher Maler                                                                   |       |       |
| 4. Januar  | Johann Christian Volkhart              | deutscher evangelischer Geistlicher und Schulleiter                               | 82    |       |
| 5. Januar  | George Johnston                        | britischer Seefahrer und Vizegouverneur von New South Wales                       | 58    |       |
| 5. Januar  | Carl August Ragotzky                   | deutscher evangelischer Geistlicher                                               |       |       |
| 6. Januar  | Ernst August Evers                     | deutscher Pädagoge und Philologe                                                  | 43    |       |
| 6. Januar  | Carl Friedrich Liebel                  | deutscher Superintendent                                                          | 78    |       |
| 8. Januar  | Francis Locke                          | US-amerikanischer Politiker                                                       | 46    |       |
| 10. Januar | Johann Ernst Oswald von Richthofen     | preußischer Landrat                                                               | 55    |       |
| 11. Januar | Johann Gottfried Leonhardi             | deutscher Mediziner                                                               | 76    |       |
| 12. Januar | Carl Wilhelm von Günderrode            | deutscher Forstmeister und Politiker                                              | 57    |       |
| 12. Januar | Jonathan Ingersoll                     | US-amerikanischer Politiker                                                       | 75    |       |
| 13. Januar | Matthias Jorissen                      | deutscher reformierter Geistlicher und Kirchenlieddichter                         | 83    |       |
| 13. Januar | David Schwab                           | Shweizer Kaufmann, Bankier und Politiker                                          | 74    |       |
| 13. Januar | Benedikt Venusi                        | Zistenzienser, Musiker und Komponist                                              | 71    |       |
| 14. Januar | Detlev Olshausen                       | deutscher evangelischer Theologe                                                  | 56    |       |
| 14. Januar | Ernst von Rüchel                       | preußischer Offizier, zuletzt General der Infanterie                              | 68    |       |
| 16. Januar | Wilhelm Christian von Larisch          | preußischer Generalleutnant und Chef des Infanterieregiments Nr. 53               | 79    |       |
| 16. Januar | Ivar Kristian Lasson                   | dänischer Generalmajor                                                            | 68    |       |
| 16. Januar | Kurt Fürchtegott Georg von Schlichting | königlich preußischer Generalmajor                                                | 71    |       |
| 17. Januar | Zacharias Werner                       | deutscher Dichter und Dramatiker der Romantik                                     | 54    |       |
| 19. Januar | William Lambton                        | britischer Geodät                                                                 |       |       |
| 20. Januar | Conrad Ignatz von Lützow               | mecklenburg-schwerinscher Hofbeamter, zuletzt Oberhofmarschall und Oberkammerherr | 84    |       |
| 21. Januar | Gideon Olin                            | US-amerikanischer Politiker                                                       | 79    |       |
| 22. Januar | Jean-Pierre Bachasson de Montalivet    | französischer Politiker                                                           | 56    |       |
| 24. Januar | Anton Wilhelm Gustermann               | österreichischer Rechtswissenschaftler und Hochschullehrer                        | 72    |       |
| 25. Januar | Johann Heinrich Bleuler der Ältere     | Schweizer Maler und Kupferstecher                                                 | 64    |       |
| 25. Januar | Ludwig Philipp Gottlob von Danckelmann | sächsischer Kreisdirektor und Amtshauptmann                                       | 78    |       |
| 25. Januar | Gottlob Jacobi                         | deutscher Unternehmer                                                             | 52    |       |
| 25. Januar | Franz Grundmayr                        | Geistlicher, Theologe und Schriftsteller                                          | 72    |       |
| 26. Januar | Edward Jenner                          | englischer Arzt und Entdecker der Pockenschutzimpfung                             | 73    |       |
| 27. Januar | Charles Hutton                         | englischer Mathematiker                                                           | 85    |       |
| 30. Januar | Otto von Voß                           | Geheimer Staatsminister und Domdechant im Königreich Preußen                      | 67    |       |
| 30. Januar | Rudolph von Wrbna                      | österreichischer Beamter                                                          | 61    |       |
| 31. Januar | Peter Crux                             | deutscher Tänzer, Ballettmeister und Komponist                                    |       |       |
| Januar     | Nikolaos Zervos                        | General des griechischen Befreiungskrieges                                        |       |       |

## Februar
| Tag         | Name                                               | Beruf, bekannt als                                                                                                  | Alter | Beleg |
| ----------- | -------------------------------------------------- | --- | ----- | ----- |
| 3. Februar  | Leopold Emanuel Valentin Hentschel von Gilgenheimb | preußischer Landrat und Landschaftsdirektor                                                                         | 52    |       |
| 4. Februar  | Franz Bühler                                       | deutscher Benediktinermönch, Musiker und Komponist                                                                  | 62    |       |
| 4. Februar  | John Lambert                                       | US-amerikanischer Politiker                                                                                         | 76    |       |
| 5. Februar  | Berend Kordes                                      | deutscher Philologe und Bibliothekar                                                                                | 60    |       |
| 6. Februar  | John Schank                                        | britischer Schiffbauer und Admiral                                                                                  |       |       |
| 7. Februar  | Carl Heinrich Wilhelm Anthing                      | deutscher Offizier, zuletzt Generalleutnant, in niederländischen Diensten                                           | 56    |       |
| 7. Februar  | Christian Johann Klett                             | deutscher Arzt | 53    |       |
| 7. Februar  | Juan Antonio Llorente                              | spanischer Kleriker, Politiker und Historiker                                                                       | 66    |       |
| 7. Februar  | Antoine-François Peyre                             | französischer Architekt und Raumausstatter                                                                          | 83    |       |
| 7. Februar  | Ann Radcliffe                                      | britische Schriftstellerin                                                                                          | 58    |       |
| 9. Februar  | Friedrich Traugott Hase                            | deutscher Schriftsteller und Dichter, sächsischer Geheimer Kabinettssekretär bzw. Kriegsrat sowie Weinbergsbesitzer | 68    |       |
| 9. Februar  | Franz Anton Zuccarini                              | deutscher Kinderdarsteller, Tänzer, Theaterschauspieler und -regisseur sowie Schauspiellehrer                       | 68    |       |
| 10. Februar | Georg Kiendl                                       | bayerischer Landwirt und Politiker                                                                                  | 53    |       |
| 11. Februar | William Playfair                                   | schottischer Ingenieur und Ökonom, Pionier der Infografik                                                           | 63    |       |
| 11. Februar | Philipp Yung                                       | deutscher Englisch-Lektor an der Universität Leipzig                                                                |       |       |
| 12. Februar | Friedrich August Klein                             | deutscher evangelischer Theologe, Geistlicher und Hochschullehrer                                                   | 29    |       |
| 14. Februar | Pierre Paul Prud’hon                               | französischer Maler                                                                                                 | 64    |       |
| 15. Februar | Gaudenzio Patrignani                               | italienischer römisch-katholischer Ordensgeistlicher und Bischof von Ferentino                                      | 67    |       |
| 16. Februar | Alexander Ferdinand von Mellentin                  | königlich-sächsischer Generalmajor                                                                                  | 65    |       |
| 16. Februar | Johann Gottfried Schicht                           | deutscher Komponist, Gewandhauskapellmeister, Thomaskantor                                                          | 69    |       |
| 17. Februar | Friedrich von Kleist                               | preußischer Generalfeldmarschall                                                                                    | 60    |       |
| 18. Februar | Otto Heinrich von Igelström                        | russischer General und Diplomat                                                                                     | 85    |       |
| 20. Februar | Jonas Ludwig von Heß                               | deutscher Publizist und Politiker                                                                                   | 66    |       |
| 21. Februar | Johann Georg August Hacker                         | deutscher lutherischer Theologe                                                                                     |       |       |
| 21. Februar | Salomon Friedrich Merkel                           | deutscher Jurist | 63    |       |
| 22. Februar | Carl Franz Edlinger                                | deutscher Maler und Zeichenlehrer                                                                                   | 34    |       |
| 23. Februar | Heinrich Cerrini de Monte Varchi                   | königlich-sächsischer Generalleutnant, Kabinetts- und Kriegsminister, Gouverneur von Dresden                        | 83    |       |
| 23. Februar | Peter Anton Ulrich Piutti                          | italienischer Unternehmer und Kaufmann                                                                              | 72    |       |
| 24. Februar | Friedrich Ludwig Sckell                            | deutscher Gartengestalter                                                                                           | 72    |       |
| 26. Februar | Robert Brown                                       | US-amerikanischer Politiker                                                                                         | 78    |       |
| 26. Februar | John Hahn                                          | US-amerikanischer Politiker                                                                                         | 46    |       |
| 26. Februar | John Philip Kemble                                 | britischer Theaterschauspieler                                                                                      | 66    |       |
| 27. Februar | Karl August von Bretzenheim                        | erster Reichsfürst von Bretzenheim                                                                                  | 54    |       |
| 27. Februar | William W. Van Ness                                | US-amerikanischer Jurist und Politiker                                                                              |       |       |
| 28. Februar | Karl Ludolf Friedrich Lachmann                     | deutscher Theologe und Pädagoge                                                                                     | 66    |       |
| Februar     | Wassilij Athanasieff                               | Erzpriester, Hofkaplan von Katharina Pawlowna, Gründer der russisch-orthodoxen Gemeinde in Stuttgart                | 34    |       |
| Februar     | Agnes Ibbetson                                     | britische Botanikerin                                                                                               |       |       |

## März
| Tag      | Name                                  | Beruf, bekannt als                                                                                                | Alter | Beleg |
| -------- | ------------------------------------- | --- | ----- | ----- |
| 1. März  | Pierre-Jean Garat                     | französischer Sänger (Bariton)                                                                                    | 60    |       |
| 1. März  | Georg Dietrich von Sobbe              | preußischer Generalmajor                                                                                          | 75    |       |
| 2. März  | Jean-Pierre Droz                      | Schweizer Medailleur und Münzmeister                                                                              | 76    |       |
| 2. März  | Franz Daniel Friedrich Wadzeck        | deutscher Theologe                                                                                                | 60    |       |
| 6. März  | James Henderson Imlay                 | US-amerikanischer Politiker                                                                                       | 58    |       |
| 6. März  | Christian Friedrich Rieger            | deutscher lutherischer Geistlicher                                                                                | 66    |       |
| 7. März  | Johann George Friedrich von Leckow    | preußischer Landrat                                                                                               | 76    |       |
| 8. März  | Franz I.                              | Graf zu Erbach-Erbach, deutscher Kunstsammler                                                                     | 68    |       |
| 9. März  | Hans Conrad Escher von der Linth      | Schweizer Wissenschaftler, Bauingenieur und Politiker                                                             | 55    |       |
| 9. März  | Jean Henri van Swinden                | niederländischer Mathematiker und Naturwissenschaftler                                                            | 76    |       |
| 10. März | George Elphinstone, 1. Viscount Keith | britischer Admiral                                                                                                | 77    |       |
| 10. März | Johann Engelbert Fuchsius             | Innenminister, Gerichtspräsident                                                                                  | 68    |       |
| 10. März | Gottlieb Ludolph Krehl                | deutscher evangelischer Geistlicher                                                                               | 78    |       |
| 10. März | Hamilkar von Rawicz-Kosinski          | polnischer Divisionsgeneral, preußischer Generalleutnant, Kommandant der Festung Posen                            | 62    |       |
| 14. März | Charles-François Dumouriez            | französischer General                                                                                             |       |       |
| 14. März | John Jervis, 1. Earl of St. Vincent   | britischer Admiral                                                                                                | 88    |       |
| 14. März | Joachim Nikolaus Stolterfoht          | Lübecker Kaufmann und Politiker                                                                                   | 67    |       |
| 15. März | Johann Georg Friedrich Leun           | Philosoph, Theologe und Geistlicher                                                                               | 65    |       |
| 15. März | Johann Jakob von Wittgenstein         | Kölner Jurist, Kaufmann, Bankier und Politiker, Bürgermeister und während französischen Zeit Maire der Stadt Köln | 69    |       |
| 17. März | Marguerite-Catherine Haynault         | Mätresse des französischen Königs Ludwig XV.                                                                      | 86    |       |
| 18. März | Jean-Baptiste Bréval                  | französischer Cellist und Komponist                                                                               | 69    |       |
| 18. März | Henry Brockholst Livingston           | US-amerikanischer Jurist                                                                                          | 65    |       |
| 18. März | Christian Ludwig Mursinna             | deutscher Chirurg und Hochschullehrer                                                                             | 78    |       |
| 19. März | Luis María de Borbón y Vallabriga     | Infant von Spanien, Kardinal und Erzbischof von Toledo                                                            | 45    |       |
| 19. März | Felice Radicati                       | italienischer Violinist und Komponist der Klassik                                                                 |       |       |
| 20. März | Georg Ernst Justus Kayser             | deutscher Maler                                                                                                   | 68    |       |
| 22. März | Adam Kazimierz Czartoryski            | polnischer Adliger, Thronkandidat, Kunstmäzen, österreichischer Feldmarschall                                     | 88    |       |
| 23. März | Christian Friedrich Gotthard Westfeld | Klosteramtmann | 76    |       |
| 25. März | Joseph Anton Christ                   | österreichischer Sänger und Schauspieler                                                                          | 78    |       |
| 25. März | Giuseppe Bartolomeo Menocchio         | italienischer Kurienbischof                                                                                       | 82    |       |
| 26. März | Franz Joseph Wohlmuth                 | Salzburger Scharfrichter                                                                                          | 84    |       |
| 27. März | Ludwig von Baczko                     | deutscher Schriftsteller                                                                                          | 66    |       |
| 29. März | Peter Plett                           | Lehrer und Entdecker der Pockenimpfung                                                                            | 56    |       |
| 30. März | Johannes Friedrich Posselt            | deutsch-dänischer Mathematiker und Astronom                                                                       | 28    |       |
| 30. März | Magnus Tate                           | US-amerikanischer Politiker (Föderalistische Partei)                                                              |       |       |

## April
| Tag        | Name                                            | Beruf, bekannt als | Alter | Beleg |
| ---------- | ----------------------------------------------- | --- | ----- | ----- |
| 1. April   | Gottlob Sigismund Donner                        | deutscher lutherischer Theologe |       |       |
| 1. April   | Daniel Hünten                                   | deutscher Komponist und Musiker | 62    |       |
| 3. April   | Erik Johan Stagnelius                           | schwedischer Dichter | 29    |       |
| 4. April   | Amalie Luise von Arenberg                       | Prinzessin und Herzogin von Arenberg, Mutter von Max Joseph in Bayern                                                                 | 33    |       |
| 5. April   | Hercule Corbineau                               | französischer Colonel der Kavallerie                                                                                                  | 42    |       |
| 7. April   | Jacques Alexandre César Charles                 | französischer Physiker | 76    |       |
| 10. April  | Carl Leonhard Reinhold                          | österreichischer Philosoph und Autor der deutschen Aufklärung                                                                         | 65    |       |
| 10. April  | Christian Georg Schütz der Vetter               | deutscher Maler und Radierer | 64    |       |
| 11. April  | Heinrich Josef von Groote                       | kurkölnischer Politiker und Bürgermeister der Stadt Köln                                                                              |       |       |
| 13. April  | Antonio Felice Zondadari                        | italienischer Kardinal und Erzbischof und Siena                                                                                       | 83    |       |
| 14. April  | Ignaz Karl von Chorinsky                        | österreichischer Adeliger und k.k. Beamter                                                                                            | 53    |       |
| 15. April  | Johann Christian Josef Abs                      | deutscher Pädagoge | 41    |       |
| 15. April  | Cornelia Bouhon                                 | niederländische Tänzerin, Sängerin und Schauspielerin                                                                                 |       |       |
| 17. April  | Heinrich Friedrich Ernst von Corvin-Wiersbitzki | königlich preußischer Generalmajor und zuletzt Kommandeur des Dragoner-Regiments Nr. 10                                               | 55    |       |
| 18. April  | George Cabot                                    | US-amerikanischer Politiker | 70    |       |
| 18. April  | Heinrich August Friedrich von Reitzenstein      | preußischer Generalmajor und Chef des Kürassier-Regiments Nr. 7                                                                       | 75    |       |
| 20. April  | Carl Friedrich Faber                            | deutscher Buch- und Zeitungsverleger sowie Druckereibesitzer                                                                          | 83    |       |
| 21. April  | Adolf Brückner                                  | deutscher Mediziner, Botaniker und niederdeutscher Schriftsteller                                                                     | 78    |       |
| 22. April  | Johannes Ambrosius Taube                        | Zisterzienser, römisch-katholischer Theologe, Fürstbischöflicher Delegat für Brandenburg und Pommern, Propst von St. Hedwig in Berlin |       |       |
| 22. April  | Johann Rudolf von Zawadsky                      | preußischer Landrat | 68    |       |
| 23. April  | Aaron Arrowsmith                                | englischer Kartograf und Hydrograf | 72    |       |
| 23. April  | Werner Adolph von Haxthausen                    | deutscher Adliger, paderbornischer Drost                                                                                              | 78    |       |
| 23. April  | John Williams Walker                            | US-amerikanischer Politiker | 39    |       |
| 23. April  | Karl Georg Friedrich von Wobeser                | königlicher preußischer Generalleutnant, Chef des Dragoner-Regiments Nr. 14.                                                          | 73    |       |
| 24. April  | Petrus von Hatzfeld                             | Priester, Abt des Klosters Marienfeld                                                                                                 |       |       |
| 24. April  | Johann von Prochaska-Coronini                   | österreichischer Feldmarschallleutnant                                                                                                | 62    |       |
| 25. April  | Gottfried Wilhelm Christian von Schmettau       | dänischer Offizier | 70    |       |
| 27. April  | Hans Joachim Friedrich von Sydow                | preußischer Generalleutnant | 60    |       |
| 29. April  | Dwight Foster                                   | US-amerikanischer Politiker (Föderalistische Partei)                                                                                  | 65    |       |
| 30. April  | Peter Atke Castberg                             | dänischer Arzt und Professor, welcher die moderne Gehörlosenbildung in Dänemark begründete                                            | 43    |       |
| April      | Martin Friedrich Arendt                         | deutscher Botaniker und Altertumsforscher                                                                                             | 50    |       |
| April      | Jacques Widerkehr                               | französischer Cellist und Komponist der Klassik                                                                                       |       |       |
| Ende April | Christian Gottlob Einert                        | sächsischer Jurist und Bürgermeister von Leipzig                                                                                      |       |       |

## Mai
| Tag     | Name                                      | Beruf, bekannt als                                                                                          | Alter | Beleg |
| ------- | ----------------------------------------- | --- | ----- | ----- |
| 1. Mai  | Amadeus Wenzel Böhm                       | Kupferstecher und Illustrator                                                                               | 53    |       |
| 1. Mai  | Johann Benedikt Willmes                   | Jurist, Friedensrichter und Hochschullehrer                                                                 | 79    |       |
| 2. Mai  | Thomas Davey                              | Vizegouverneur von Tasmanien                                                                                |       |       |
| 2. Mai  | Johann Andreas Goll                       | deutscher Orgelbauer                                                                                        | 71    |       |
| 2. Mai  | Erhard Friedrich Vogel                    | Gönner des Schriftstellers Jean Paul                                                                        | 72    |       |
| 6. Mai  | August Wilhelm Zachariä                   | deutscher Lehrer und Flugpionier                                                                            | 53    |       |
| 8. Mai  | Viviano Orfini                            | Kardinal der katholischen Kirche                                                                            | 71    |       |
| 9. Mai  | Johann Nicolaus Apel                      | deutscher Autor, Doktor der Philosophie, Konstrukteur und Bürgermeister                                     |       |       |
| 11. Mai | Johann Friedrich Falckenhagen             | deutscher Orgelbauer                                                                                        |       |       |
| 11. Mai | József Podmaniczky von Aszód und Podmanin | ungarischer Jurist, Politiker und Kunstmäzen                                                                | 66    |       |
| 12. Mai | Joseph C. Boyd                            | US-amerikanischer Soldat und Politiker                                                                      | 62    |       |
| 15. Mai | Antonín František Bečvařovský             | tschechischer Komponist                                                                                     | 69    |       |
| 16. Mai | Ōta Nampo                                 | japanischer Schriftsteller                                                                                  | 74    |       |
| 17. Mai | Giambattista Dall’Olio                    | italienischer Musikhistoriker und Organist                                                                  | 84    |       |
| 18. Mai | Friedrich Bury                            | deutscher Maler                                                                                             | 60    |       |
| 18. Mai | Anton Grams                               | österreichischer Violinvirtuose                                                                             | 70    |       |
| 18. Mai | John C. Gray                              | US-amerikanischer Politiker                                                                                 |       |       |
| 19. Mai | Elias Earle                               | US-amerikanischer Politiker                                                                                 | 60    |       |
| 19. Mai | Aemilian Hafner                           | Benediktinerabt                                                                                             | 83    |       |
| 19. Mai | James Holland                             | US-amerikanischer Politiker                                                                                 |       |       |
| 19. Mai | Bernhardina Sophia von Plettenberg        | Äbtissin im Stift Geseke                                                                                    | 72    |       |
| 19. Mai | Samuel Riker                              | US-amerikanischer Politiker und Offizier in der Kontinentalarmee                                            | 80    |       |
| 21. Mai | Johann Daniel Tewaag                      | deutscher evangelischer Geistlicher, Rektor und Autor                                                       | 68    |       |
| 24. Mai | Johann Heinrich Wilhelm von den Berken    | deutscher Jurist                                                                                            | 75    |       |
| 24. Mai | Franz Adam von Waldstein-Wartenberg       | österreichischer Botaniker                                                                                  | 64    |       |
| 26. Mai | Ferdinand Ernst von Waldstein-Wartenberg  | Generalleutnant der britischen Armee, Komtur des Deutschen Ordens und ein Förderer von Ludwig van Beethoven | 61    |       |
| 28. Mai | Ernst Michael von Schwichow               | preußischer Festungskommandant von Minden                                                                   | 63    |       |
| 29. Mai | John Phillips                             | erster Bürgermeister von Boston                                                                             | 52    |       |
| 29. Mai | Girolamo Ruggia                           | Schweizer Jesuit und Hochschullehrer                                                                        | 74    |       |
| 30. Mai | Franz von Waldersee                       | deutscher Beamter und Schriftsteller                                                                        | 59    |       |
| 31. Mai | Jakob Graß                                | österreichischer Orgelbauer                                                                                 | 48    |       |
| 31. Mai | Friedrich Wilhelm Loder                   | deutscher Kirchenlieddichter und Verwaltungsbeamter                                                         | 66    |       |
| 31. Mai | Georg Friedrich Schott                    | salm-kyrburgischer Archivar und Regierungsrat                                                               |       |       |

## Juni
| Tag      | Name                                   | Beruf, bekannt als                                                         | Alter | Beleg |
| -------- | -------------------------------------- | -------------------------------------------------------------------------- | ----- | ----- |
| 1. Juni  | Louis-Nicolas Davout                   | französischer General, Pair und Marschall von Frankreich                   | 53    |       |
| 1. Juni  | Maximilian zu Erbach-Schönberg         | deutscher Standesherr                                                      | 36    |       |
| 1. Juni  | Jonathan Hunt                          | US-amerikanischer Landbesitzer und Politiker                               | 84    |       |
| 1. Juni  | Franz Joseph Werfer                    | deutscher Arzt und Autor einer medizinischen Landesbeschreibung            | 44    |       |
| 2. Juni  | Christian Gottfried Wilhelm Lehmann    | deutscher evangelischer Geistlicher und Schulrektor                        | 57    |       |
| 4. Juni  | Friedrich August von Sivers            | livländischer Gutsbesitzer                                                 | 56    |       |
| 6. Juni  | Christian von Gmelin                   | deutscher Rechtswissenschaftler                                            | 73    |       |
| 9. Juni  | Johann Pezzl                           | Schriftsteller und Bibliothekar                                            | 66    |       |
| 10. Juni | Christoph Iwanowitsch von Benckendorff | Generalleutnant in der Kaiserlich-russischen Armee                         | 73    |       |
| 10. Juni | Johann Nepomuk Dankesreither           | österreichischer Geistlicher, Bischof von St Pölten                        | 73    |       |
| 11. Juni | Johann Arnold Halbach                  | deutscher Fabrikant                                                        | 77    |       |
| 13. Juni | Johann Nicolaus Rohlwes                | deutscher Tierarzt                                                         | 68    |       |
| 18. Juni | Sophie Eleonore von Kortzfleisch       | deutsche Schriftstellerin                                                  | 73    |       |
| 19. Juni | William Combe                          | englischer Schriftsteller, Satiriker                                       | 81    |       |
| 20. Juni | Joseph Haslet                          | US-amerikanischer Politiker                                                |       |       |
| 20. Juni | Theodor von Schacht                    | deutscher Komponist                                                        |       |       |
| 21. Juni | Wilhelm August Rudloff                 | deutscher Rechtswissenschaftler und hannoverscher Verwaltungsbeamter       | 76    |       |
| 23. Juni | Johann Ludwig Formey                   | deutscher Mediziner                                                        | 57    |       |
| 25. Juni | Johann Joseph Klein                    | deutscher Musiktheoretiker                                                 | 82    |       |
| 26. Juni | Carl George Ferdinand von Falckenhayn  | preußischer Gutsherr und Landrat                                           | 73    |       |
| 27. Juni | Pierre Antoine Delalande               | französischer Naturforscher, Entdecker und Maler                           | 36    |       |
| 27. Juni | Louise Pauli                           | deutsche Buchdruckerin und Verlegerin                                      | 48    |       |
| 27. Juni | Nathaniel Peabody                      | US-amerikanischer Politiker                                                | 82    |       |
| 28. Juni | Bernhard Christian Duysing             | deutscher Jurist                                                           | 67    |       |
| 28. Juni | Johann Andreas Christian Löhr          | deutscher evangelischer Theologe, Jugend- und pädagogischer Schriftsteller | 59    |       |
| 28. Juni | Johann Andreas Seebach                 | deutscher Organist                                                         | 46    |       |

## Juli
| Tag      | Name                              | Beruf, bekannt als                                                                                                  | Alter | Beleg |
| -------- | --------------------------------- | --- | ----- | ----- |
| 2. Juli  | Peter Friedrich Wilhelm           | Koadjutor des Hochstifts Lübeck, Titular-Herzog von Oldenburg                                                       | 69    |       |
| 7. Juli  | Benjamin Huger                    | US-amerikanischer Politiker                                                                                         |       |       |
| 8. Juli  | Christian Friedrich Ludwig        | deutscher Botaniker und Mediziner                                                                                   | 66    |       |
| 8. Juli  | Henry Raeburn                     | britischer Maler und gilt als der Begründer der "Schottische Schule" der Malerei                                    | 67    |       |
| 9. Juli  | Heinrich Wilhelm Karl von Harnier | großherzoglich hessischer Geheimrat, außerordentlicher Gesandter und bevollmächtigter Minister, Bundestagsgesandter | 56    |       |
| 10. Juli | Karl Pfendner von Merkatz         | preußischer Generalmajor                                                                                            | 64    |       |
| 16. Juli | Benedikt Maria von Werkmeister    | römisch-katholischer Theologe                                                                                       | 77    |       |
| 19. Juli | Carl Christian Friedrich Langheld | deutscher Jurist und Amtmann                                                                                        | 72    |       |
| 22. Juli | William Bartram                   | US-amerikanischer Naturforscher                                                                                     | 84    |       |
| 27. Juli | Mathias von Flurl                 | deutscher Mineraloge und Geologe                                                                                    | 67    |       |
| 28. Juli | Manasseh Cutler                   | US-amerikanischer Politiker                                                                                         | 81    |       |
| 29. Juli | Adolf Horn                        | deutscher Verwaltungsjurist, Archivar und Diplomat                                                                  | 64    |       |
| 30. Juli | Stephan von Wohlleben             | österreichischer Beamter und Bürgermeister von Wien                                                                 |       |       |

## August
| Tag        | Name                                               | Beruf, bekannt als                                              | Alter | Beleg |
| ---------- | -------------------------------------------------- | --------------------------------------------------------------- | ----- | ----- |
| 2. August  | Lazare Nicolas Marguerite Carnot                   | Politiker, Wissenschaftler und Leutnant                         | 70    |       |
| 2. August  | Charles Powlett, 2. Baron Bayning                  | britischer Peer und Politiker (Conservative Party)              | 37    |       |
| 2. August  | Ernst von Schöning                                 | preußischer Offizier, zuletzt Generalleutnant                   | 80    |       |
| 4. August  | Franz Friedrich von Puttkamer                      | preußischer Generalmajor und Ritter des Orden Pour le Mérite    | 88    |       |
| 4. August  | Caspar Zeller                                      | deutscher Unternehmer                                           | 67    |       |
| 5. August  | Alexandre Beaunoir                                 | französischer Schriftsteller                                    | 77    |       |
| 7. August  | Mátyás Laáb                                        | kroatischer Schriftsteller und katholischer Priester            |       |       |
| 8. August  | Karl Friedrich Demiani                             | deutscher Maler und Porträtist                                  | 55    |       |
| 13. August | Gustav Ernst von Kamptz                            | deutscher Verwaltungsjurist, Botaniker und Entomologe           | 60    |       |
| 15. August | Carl Ludwig von Barckhaus gen. von Wiesenhütten    | hessischer Minister und Diplomat                                | 62    |       |
| 15. August | Martin von Schwartner                              | Historiker und Statistiker                                      | 64    |       |
| 16. August | Johann Christoph Brotze                            | deutscher Pädagoge und Ethnograph                               | 80    |       |
| 16. August | Joachim Pummerer                                   | bayerischer Kaufmann und Kommunalpolitiker                      | 88    |       |
| 17. August | Karoline Polyxena von Nassau-Usingen               | deutsche Adlige                                                 | 61    |       |
| 18. August | John Baker                                         | US-amerikanischer Politiker                                     |       |       |
| 18. August | Elijah Boardman                                    | US-amerikanischer Politiker                                     | 63    |       |
| 18. August | André-Jacques Garnerin                             | Luftfahrtpionier, erster Fallschirmspringer                     | 54    |       |
| 19. August | John Treadwell                                     | US-amerikanischer Politiker                                     | 77    |       |
| 20. August | Friedrich Arnold Brockhaus                         | deutscher Verleger, Gründer des Verlagshauses „F. A. Brockhaus“ | 51    |       |
| 20. August | Pius VII.                                          | Papst (1800–1823)                                               | 81    |       |
| 21. August | Markos Botsaris                                    | militärischer Führer im Unabhängigkeitskrieg der Griechen       |       |       |
| 21. August | Karl Leopold Joachim Daniel Moser von Ebreichsdorf | niederösterreichischer Landuntermarschall                       | 78    |       |
| 26. August | Christian Gotthilf Herrmann                        | deutscher Theologe und Generalsuperintendent                    | 58    |       |
| 26. August | Thomas Murray junior                               | US-amerikanischer Politiker                                     |       |       |
| 26. August | Karl Friedrich Zimmermann                          | Schweizer Politiker                                             |       |       |
| 27. August | Julius Friedrich August Harding                    | deutscher lutherischer Theologe                                 | 64    |       |
| 27. August | Szczepan Hołowczyc                                 | Erzbischof von Warschau                                         | 82    |       |
| 27. August | John Hope, 4. Earl of Hopetoun                     | britischer General                                              | 58    |       |
| 28. August | Karl von Pelet                                     | preußischer Generalmajor                                        | 81    |       |
| 30. August | Ferdinand Blümm                                    | deutscher Klassischer Philologe, Priester und Hochschullehrer   | 54    |       |
| 30. August | Sophie Stokar                                      | Schweizer Sopranistin                                           | 33    |       |
| 31. August | Jesse Franklin                                     | US-amerikanischer Politiker                                     | 63    |       |

## September
| Tag           | Name                                       | Beruf, bekannt als                                                         | Alter | Beleg |
| ------------- | ------------------------------------------ | -------------------------------------------------------------------------- | ----- | ----- |
| 4. September  | Moritz August von Obernitz                 | preußischer Generalmajor                                                   | 79    |       |
| 6. September  | Johann Heinrich Voigt                      | deutscher Mathematiker, Astronom und Physiker                              | 72    |       |
| 7. September  | Lambert Cornelius                          | deutscher Maler und Zeichenlehrer an der Kunstakademie Düsseldorf          | 45    |       |
| 7. September  | Johann Christoph Schuster                  | deutscher Instrumentenbauer und Rechenmaschinenkonstrukteur                | 63    |       |
| 7. September  | John Swartwout                             | US-amerikanischer Kaufmann und Politiker                                   |       |       |
| 8. September  | Johan Coenraad van Hasselt                 | niederländischer Arzt und Naturforscher                                    | 26    |       |
| 9. September  | Johann Mathias von Becher                  | württembergischer Oberamtmann                                              |       |       |
| 11. September | Hipólito da Costa                          | brasilianischer Journalist und Diplomat                                    | 49    |       |
| 11. September | José Correia da Serra                      | portugiesischer Geistlicher, Gelehrter, Diplomat und Botaniker             | 73    |       |
| 11. September | David Ricardo                              | britischer Nationalökonom                                                  | 51    |       |
| 13. September | Lambert Cadwalader                         | US-amerikanischer Politiker                                                |       |       |
| 13. September | John Wayles Eppes                          | US-amerikanischer Politiker                                                | 50    |       |
| 14. September | Jürgen von Ahlefeldt                       | Amtmann und Träger des Dannebrog-Ordens                                    | 74    |       |
| 14. September | Johann Heinrich Gottlieb Fricke            | deutscher Mediziner, Physiker und Hochschullehrer                          | 59    |       |
| 17. September | Abraham Louis Breguet                      | Schweizer Uhrmacher                                                        | 76    |       |
| 17. September | Gheorghe Lazăr                             | rumänischer Pädagoge, Schriftsteller und Theologe                          | 44    |       |
| 17. September | Gottlieb Seidl                             | bayerischer Advokat und Bürgermeister                                      |       |       |
| 18. September | Roger de Damas                             | französischer General und Bruder von Joseph Francois Louis Damas           |       |       |
| 18. September | Carl Heinrich Nicolai                      | deutscher Heimatforscher                                                   | 83    |       |
| 18. September | Christian Friedrich Werner                 | deutscher Kaufmann, Auswanderer und Schulstifter                           | 63    |       |
| 20. September | Geir Vídalín                               | isländischer Geistlicher, Bischof von Skálholt                             | 61    |       |
| 21. September | Friedrich Wilhelm Leopold von Gaudi        | preußischer Generalleutnant und zuletzt Kommandant von Danzig              | 58    |       |
| 23. September | Matthew Baillie                            | schottischer Arzt und Anatom                                               | 61    |       |
| 23. September | Balthasar (III.) Freiherr von Campenhausen | russischer Politiker deutschbaltischer Abkunft                             | 51    |       |
| 23. September | Johann Rudolf von Graffenried              | Schweizer Militärführer                                                    |       |       |
| 24. September | Johann Baptist Andres                      | deutscher Historiker, katholischer Theologe, Philosoph und Kirchenrechtler | 55    |       |
| 24. September | Christian Gebhard Nordmann                 | deutscher Landwirt                                                         | 67    |       |
| 27. September | Zephaniah Swift                            | US-amerikanischer Politiker                                                | 64    |       |

## Oktober
| Tag         | Name                                   | Beruf, bekannt als                                                        | Alter | Beleg |
| ----------- | -------------------------------------- | ------------------------------------------------------------------------- | ----- | ----- |
| 2. Oktober  | Antoine-François Callet                | französischer Maler                                                       | 82    |       |
| 2. Oktober  | Daniel Steibelt                        | deutscher Komponist und Pianist                                           | 57    |       |
| 3. Oktober  | Joseph Bloomfield                      | US-amerikanischer Politiker                                               | 69    |       |
| 7. Oktober  | Johann Christian Hendel                | deutscher Buchdrucker und Verleger                                        | 81    |       |
| 7. Oktober  | Dominikus Mayer                        | Augustiner-Chorherr, Abt des Augustinerchorherrenstifts Beuron            | 71    |       |
| 8. Oktober  | Jean Noel Destréhan                    | US-amerikanischer Politiker                                               |       |       |
| 8. Oktober  | Martin D. Hardin                       | US-amerikanischer Politiker                                               | 43    |       |
| 18. Oktober | James Mott                             | US-amerikanischer Politiker                                               | 84    |       |
| 19. Oktober | Ildephons Fuchs                        | Schweizer römisch-katholischer Geistlicher und Historiker                 | 57    |       |
| 21. Oktober | John Egerton, 7. Earl of Bridgewater   | britischer Adeliger, Militär und Politiker, Mitglied des House of Commons | 70    |       |
| 21. Oktober | Adam Ludwig von Ochs                   | kurfürstlich hessischer Generalmajor und Diplomat                         | 64    |       |
| 23. Oktober | Marcos Coelho Neto                     | brasilianischer Komponist                                                 |       |       |
| 23. Oktober | William Crawford                       | US-amerikanischer Politiker                                               |       |       |
| 25. Oktober | Christian Jacob Gottlob Eisen          | deutscher Kaufmann und Kunstsammler                                       | 50    |       |
| 26. Oktober | Amalie Christiane von Baden            | badische Prinzessin                                                       | 47    |       |
| 26. Oktober | Ludwig Georg Karl von Hessen-Darmstadt | deutscher Generalfeldmarschall                                            | 74    |       |
| 26. Oktober | Joseph Preindl                         | österreichischer Organist und Komponist                                   | 67    |       |
| 28. Oktober | Reinhold Berens                        | deutsch-baltischer Arzt und Schriftsteller                                | 78    |       |
| 29. Oktober | François d’Avrange d’Haugéranville     | französischer Maréchal de camp                                            | 77    |       |
| 29. Oktober | Johann Josef Karl Henrici              | österreichischer Barockmaler, Schöpfer des Herz-Jesu-Bildes in Bozen      | 86    |       |
| 30. Oktober | Edmond Cartwright                      | Erfinder der mechanischen Webmaschine Power Loom                          | 80    |       |
| 30. Oktober | Henri-David Chaillet                   | Schweizer evangelischer Geistlicher                                       | 72    |       |
| 31. Oktober | Charles Grant                          | britischer (Handels-)Politiker evangelikaler Prägung                      | 77    |       |
| Oktober     | Iwan Alexandrowitsch Kuskow            | russischer Seefahrer                                                      |       |       |

## November
| Tag          | Name                               | Beruf, bekannt als                                                                     | Alter | Beleg |
| ------------ | ---------------------------------- | -------------------------------------------------------------------------------------- | ----- | ----- |
| 1. November  | Heinrich Wilhelm von Gerstenberg   | deutscher Dramatiker                                                                   | 86    |       |
| 1. November  | Bernhard Jacob Friedrich von Halem | preußischer und französischer Beamter und Übersetzer                                   | 54    |       |
| 5. November  | Maximilian von Kempis              | kurkölnischer Politiker und Bürgermeister der Stadt Köln                               | 66    |       |
| 5. November  | Ildephons Reuschel                 | Abt des Zisterzienserklosters Grüssau                                                  | 80    |       |
| 7. November  | George Bradbury                    | US-amerikanischer Politiker                                                            | 53    |       |
| 7. November  | Johanna Melber                     | Frankfurter Bürgerin und Tante Johann Wolfgang von Goethes                             | 89    |       |
| 7. November  | Rafael del Riego                   | spanischer Revolutionär                                                                |       |       |
| 8. November  | Abe Masanori                       | Daimyō in der zweiten Hälfte der Edo-Zeit                                              | 17    |       |
| 9. November  | Wassili Wassiljewitsch Kapnist     | Adelsmarschall des Gouvernements Poltawa und Schriftsteller                            | 65    |       |
| 9. November  | Christian Pistorius                | deutscher Schriftsteller und Übersetzer                                                |       |       |
| 12. November | Emanuel Aloys Förster              | österreichischer Komponist und Musikpädagoge                                           | 75    |       |
| 15. November | Luigi Caruso                       | italienischer klassischer Komponist und Kapellmeister                                  | 69    |       |
| 15. November | Johann Heinrich Michels            | deutscher Kaufmann, Reeder und Bürgermeister der Stadt Mülheim an der Ruhr (1813–1816) |       |       |
| 17. November | Thomas Erskine, 1. Baron Erskine   | britischer Politiker, Mitglied des House of Commons und Adeliger                       | 73    |       |
| 18. November | Jean-Nicolas Pache                 | Politiker während der Französischen Revolution                                         | 77    |       |
| 21. November | Daniel Gotthilf Moldenhawer        | deutscher evangelischer Theologe und Bibliothekar                                      | 69    |       |
| 23. November | Kaspar von Carnap                  | Bürgermeister von Elberfeld                                                            | 68    |       |
| 23. November | José de Ezpeleta                   | spanischer Offizier und Kolonialverwalter, Vizekönig von Neugranada und Navarra        |       |       |
| 23. November | Alexander von Treskow              | preußischer Generalmajor                                                               | 59    |       |
| 25. November | Johanna von Honrath                | Jugendliebe Beethovens                                                                 | 53    |       |
| 30. November | Carl Theodor Gemeiner              | Syndikus und geheimer Registrator                                                      | 66    |       |
| 30. November | Victor von Stedingk                | schwedischer Admiral                                                                   | 72    |       |
| November     | Antonio María Martínez             | spanischer Gouverneur von Texas                                                        |       |       |

## Dezember
| Tag          | Name                            | Beruf, bekannt als                                                                                        | Alter | Beleg |
| ------------ | ------------------------------- | --- | ----- | ----- |
| 3. Dezember  | Giovanni Battista Belzoni       | italienischer Abenteurer, Gewichtheber                                                                    | 45    |       |
| 3. Dezember  | Joseph Pouteau de Forqueray     | französischer Komponist, Organist und Musikpädagoge                                                       | 84    |       |
| 4. Dezember  | Gregorio José Ramírez y Castro  | Präsident von Costa Rica                                                                                  | 27    |       |
| 4. Dezember  | Julie de Roquette               | deutsche Dichterin                                                                                        | 60    |       |
| 6. Dezember  | Friedrich Becherer              | deutscher Architekt und Ingenieur, preußischer Baubeamter und Hochschullehrer                             | 76    |       |
| 6. Dezember  | Georg Gottlieb Hahn             | hessischer Generalleutnant                                                                                | 67    |       |
| 11. Dezember | Louise von Lengefeld            | Hofmeisterin am Hof von Schwarzburg-Rudolstadt und Schwiegermutter von Friedrich Schiller                 | 80    |       |
| 12. Dezember | Daniel Petersen                 | theologischer Schriftsteller                                                                              | 65    |       |
| 13. Dezember | Tapping Reeve                   | US-amerikanischer Jurist                                                                                  | 79    |       |
| 13. Dezember | Pawel Andrejewitsch Schuwalow   | russischer General                                                                                        | 47    |       |
| 15. Dezember | James Cutbush                   | US-amerikanischer Arzt und Chemiker                                                                       |       |       |
| 15. Dezember | Johann Friedrich von Seegebarth | preußischer Generalpostmeister                                                                            | 76    |       |
| 16. Dezember | Hans Carl Knudtzon              | norwegischer Kaufmann und Politiker, Mitglied des Storting                                                | 72    |       |
| 16. Dezember | Karl Maquet                     | deutscher Kaufmann, Unternehmer und langjähriger Presbyter der Französisch Reformierten Kirche Magdeburgs | 56    |       |
| 17. Dezember | James M. Wallace                | US-amerikanischer Politiker                                                                               |       |       |
| 18. Dezember | Johann Nepomuk Hauntinger       | Benediktiner, Stiftsbibliothekar                                                                          | 67    |       |
| 18. Dezember | Thomas Newbold                  | US-amerikanischer Politiker                                                                               | 63    |       |
| 19. Dezember | Nicolas-Joseph Hüllmandel       | französischer Komponist und Pianist                                                                       | 67    |       |
| 19. Dezember | Wilhelm Ernst Wichelhausen      | Bremer Jurist, Senator und Bürgermeister                                                                  | 54    |       |
| 21. Dezember | Georg von Schmerfeld            | Hessen-Kasseler Staatsmann                                                                                | 64    |       |
| 21. Dezember | Domenico Spinucci               | italienischer Geistlicher, Erzbischof und Kardinal von Benevent                                           | 84    |       |
| 23. Dezember | Johann Gebhard Maaß             | deutscher Psychologe                                                                                      | 57    |       |
| 23. Dezember | Amédée Willot                   | französischer General und Politiker                                                                       | 68    |       |
| 24. Dezember | James Gandon                    | britischer Architekt                                                                                      | 81    |       |
| 24. Dezember | Philipp Christoph Kayser        | Pianist, Komponist, Orchestermusiker, Musikpädagoge, Freimaurer und Dichter                               | 68    |       |
| 24. Dezember | Sigmund von Szent-Kereszti      | k. k. General der Kavallerie und Ritter des Maria Theresia-Ordens                                         |       |       |
| 26. Dezember | Wilhelm von Kerpen              | österreichischer General                                                                                  | 82    |       |
| 27. Dezember | Friedrich von Sievers           | russischer Senator                                                                                        | 75    |       |
| 30. Dezember | Hans Christian Genelli          | deutscher Architekt                                                                                       |       |       |
| 31. Dezember | Heinrich Immanuel Klüpfel       | deutscher Rechtswissenschaftler und Politiker                                                             | 65    |       |
| 31. Dezember | Paolo Leardi                    | piemontesischer Geistlicher und päpstlicher Diplomat                                                      | 61    |       |

## Datum unbekannt
| Tag | Name                              | Beruf, bekannt als                                                        | Alter | Beleg |
| --- | --------------------------------- | ------------------------------------------------------------------------- | ----- | ----- |
|     | Jager Afrikaner                   | Führer einer Orlamgesellschaft                                            |       |       |
|     | Georg Anreith                     | deutscher Baumeister                                                      |       |       |
|     | Louis-Martin Berthault            | französischer Architekt, Dekorateur, Landschaftsgärtner und Kupferstecher |       |       |
|     | Nikolaus Casseder                 | römisch katholischer Priester und Kapuziner                               |       |       |
|     | Muhammad al-Arabi ad-Darqawi      | marokkanischer Sufi und Schriftsteller                                    |       |       |
|     | Grace Elliott                     | schottische Kurtisane und Mätresse                                        |       |       |
|     | Federigo Fiorillo                 | deutscher Komponist und Violinist                                         |       |       |
|     | Franz Justus Frenzel              | deutscher Pfarrer und Botaniker                                           |       |       |
|     | Gungthang Tenpe Drönme            | 3. Gungthang Rinpoche                                                     |       |       |
|     | Joseph H. Hawkins                 | US-amerikanischer Politiker                                               |       |       |
|     | François-Marie-Joseph de La Place | französischer Latinist und Romanist                                       |       |       |
|     | Gonzalo López de Haro             | spanischer Seefahrer, Kartograf und Entdecker                             |       |       |
|     | Johann Emanuel Ludwig             | preußischer Offizier, zuletzt Oberstleutnant                              |       |       |
|     | Joseph Charles Mellish            | englischer Konsul, Poet, Schiller-Übersetzer und preußischer Adliger      |       |       |
|     | Joseph Emanuel von Ortlieb        | Stadtschultheiß Ravensburgs                                               |       |       |
|     | Janez Primic                      | slowenischer Dichter und Aufklärer                                        |       |       |
|     | Johann Heinrich Schulz            | deutscher lutherischer Pfarrer                                            |       |       |
|     | Gustav von Seckendorff            | deutscher Dichter und Schriftsteller                                      |       |       |
|     | Karl Friedrich von Sievers        | russischer Beamter                                                        |       |       |
|     | Wilhelm Tappe                     | deutscher Landbaumeister                                                  |       |       |
|     | John Thompson                     | US-amerikanischer Jurist und Politiker                                    |       |       |
|     | Konrad Friedrich Uden             | deutscher Mediziner                                                       |       |       |
|     | Ioannis Vilaras                   | griechischer Lyriker, satirischer Dichter und Prosaautor                  |       |       |
|     | Marianne Sophie Weikard           | deutsche Schriftstellerin                                                 |       |       |